# منصور عبد الصمد
منصور قاسم عبد الصمد (1876 - 25 أغسطس 1953) سياسي لبناني، قائمقام ومتصرّف عثماني ونائب في دولة جبل الدروز.  ولد في عماطور وتعلم في مدرسة القرية ثم في مدرسة الحكمة في بيروت، ثم ذهب إلى الآستانة فدرس في مكتب الحقوق الأعلى وعاد إلى لبنان وتدرج في مناصب الإدارة في العهد العثماني فعين مأمور معيّة في ولاية بيروت ثم سنجق نابلس ثم عين قائمقاماً في صور.  نقل إلى معان، ثم إلى تيرانا بسبب تمنعه عن القاء قبض على الأمير فيصل بناء لأمر جمال باشا. ثم خدم في المملكة العراقية والدولة الفرنسية المنتدبة. تقاعد في 1933 وعمل محامياً في دمشق. 

## سیرته
ولد منصور بن قاسم بن سليمان بن أحمد بن علي عبد الصمد سنة 1876 في عماطور وتعلم في مدرسة القرية ثم في مدرسة الحكمة في بيروت، ثم ذهب إلى الآستانة ومن رفقائه رشيد طليع وسعيد زين الدين ودرس في مكتب الحقوق الأعلى وعين فور تخريجه وعودته إلى لبنان مأمور معيّة في بيروت، ثم نقل إلى نابلس وتزوج هناك ابنة مدير البنك العثماني، ثم عين قائمقاماً في صور، ثم نقل إلى معان، ثم إلى تيرانا في البانيا بسبب تمنعه عن القاء قبض على الأمير فيصل بناء لأمر جمال باشا. ثم رقی إلى رتبة متصرف ونقل إلى السليمانية في العراق وبقي فيها حتى سنة 1918.

وبعد جلاء الأتراك عين متصرّفا على السلط فالكرك من قبل الملك فيصل. ولما احتل الفرنسيون الشام عين مديراً عاماً للعشائر، ثم ذهب إلى جبل الدروز فانتخب عضواً في مجلس النواب في 6 أيار 1921 ثم انتخب ثانية سنة 1922 وشغل أخيراً وظيفة رئيس محكمة الاستئناف في السويدا، وبقي في هذه الوظيفة إلى أن أحيل إلى التقاعد في نحو سنة 1933 فاتخذ مكتباً للمحاماة في الشام، فمارس المحاماة مدة ثم عاد فسكن بيروت.

توفي في 25 آب 1953 ودفن في عماطور. 